# Grøndal Station
Grøndal Station er en station på Ringbanen i København. Stationen hed oprindelig Godthåbsvej Station, men ændrede navn den 29. september 1996. Navneskiftet kom efter et længerevarende pres fra Grøndal Lokalråd. Dette var et af flere skridt som Grøndal Lokalråd gennemførte for en større lokal identitet.
Argumentet var at navnet "Godthåbsvej" var upræcist, da Godthåbsvej er en forholdsvis lang vej, dels ligger stationen i Grøndal-området. Desuden havde DSB selv ændret navnet på Lyngbyvejen station, på samme bane, til Ryparken Station ud fra samme argumentation.
Som én af de eneste tilbageværende S-togsstationer, har Grøndal Station ikke elevator, og har aldrig haft det. Takket være stationens layout er det dog muligt for kørestols- og barnevognsbrugere at benytte tilkørselsramper til perronerne fra de tilstødende sideveje.

## Busstoppesteder
- 2A mod Kastrup st./Lergravsparken st.
- 2A mod Tingbjerg, Gavlhusvej

## Galleri
- Wikimedia Commons har flere filer relateret til Grøndal Station

- Moderne togviserskilt.
- Trapper op til Godthåbsvej.
- Den gamle stationsbygning der nu er café.
- Stationen set fra Godthåbsvej.
- Linje F en decemberdag i 2012.
- 1. generations S-tog i 1975.

## Antal rejsende
Ifølge Østtællingen var udviklingen i antallet af dagligt afrejsende:
| År   | Antal | År   | Antal | År   | Antal | År   | Antal |
| ---- | ----- | ---- | ----- | ---- | ----- | ---- | ----- |
| 1957 | 1.320 | 1974 | 992   | 1991 | 1.337 | 2001 | 316   |
| 1960 | 1.410 | 1975 | 933   | 1992 | 1.357 | 2002 | 777   |
| 1962 | 1.321 | 1977 | 826   | 1993 | 1.380 | 2003 | 808   |
| 1964 | 1.318 | 1979 | 1.119 | 1995 | 1.322 | 2004 | 958   |
| 1966 | 1.233 | 1981 | 1.235 | 1996 | 1.151 | 2005 | 1.193 |
| 1968 | 1.088 | 1984 | 1.285 | 1997 | 1.054 | 2006 | 1.173 |
| 1970 | 1.194 | 1987 | 1.025 | 1998 | 1.254 | 2007 | 1.694 |
| 1972 | 1.177 | 1990 | 1.371 | 2000 | 1.413 | 2008 | 1.690 |